# 2015-ös férfi kézilabda-világbajnokság
A 2015-ös férfi kézilabda-világbajnokságot Katarban rendezték január 15-től február 1-ig. Ez volt a 24. férfi kézilabda-vb. A tornán 24 nemzet csapata vett részt. Az esemény megrendezésére Norvégia, Lengyelország és Franciaország is pályázott. A vb-t a francia csapat nyerte, története során ötödik alkalommal.
A világbajnokság győztese részvételi jogot szerzett a 2016-os nyári olimpiára, a 2–7. helyezettek pedig olimpiai selejtezőtornán vehettek részt.

## Helyszínek
A mérkőzéseket két város három csarnokában játszották.
| Doha                                 | Doha                        | Loszaíl            | Loszaíl Doha |
| ------------------------------------ | --------------------------- | ------------------ | ------------ |
| Ali bin Hamad al-Attiyah Sports Hall | Duhail Handball Sports Hall | Loszaíl Sportaréna | Loszaíl Doha |
| Férőhely: 7700                       | Férőhely: 5500              | Férőhely: 15 300   | Loszaíl Doha |
|                                      |                             |                    | Loszaíl Doha |

## Selejtezők
| Torna                       | Dátum                | Kvóta | Nemzetek |
| --------------------------- | -------------------- | ----- | --- |
| Rendező                     | 2011. január 27.     | 1     | Katar |
| Címvédő                     | 2013. január 11–27.  | 1     | Spanyolország |
| 2014-es Afrika kupa         | 2014. január 16–25.  | 3     | Algéria · Egyiptom · Tunézia |
| 2014-es Európa-bajnokság    | 2014. január 12–26.  | 3     | Dánia · Franciaország · Horvátország                                                                                              |
| 2014-es Ázsia-bajnokság     | 2014. január 12–26.  | 1     | Bahrein · Irán · Egyesült Arab Emírségek                                                                                          |
| 2014-es Óceánia-bajnokság   | 2014. április 25–26. | 0     | Ausztrália |
| Európai selejtezők          | 2014. június 7–15.   | 9     | Ausztria · Bosznia-Hercegovina · Csehország · Fehéroroszország · Lengyelország · Macedónia · Oroszország · Szlovénia · Svédország |
| 2014-es pánamerikai játékok | 2014. június 22–29.  | 3     | Argentína · Brazília · Chile |
| Szabadkártya                | 2014. július 8.      | 1     | Németország |
| Szabadkártya                | 2014. november 21.   | 2     | Izland · Szaúd-Arábia |

Az IHF arra hivatkozva, hogy az óceániai térség kézilabda szövetségét hivatalosan nem ismeri el, utólag elvette Ausztrália már megszerzett kvótáját. A megüresedett helyet, a 2015-ben nem kvalifikált csapatok közül, a 2013-as férfi kézilabda-világbajnokságon legjobb helyezést elért csapat, Németország kapta.
Bahrein és az Egyesült Arab Emírségek visszalépett az indulástól. Az IHF 2014. november 21-én döntött: a két helyet Európa és Ázsia kapta. A kontinentális szövetségek Izlandnak és Szaúd-Arábiának adták az indulás jogát.

## Résztvevők
A tornán 24 nemzet válogatottja vett részt. Ebből 1 rendező, 1 címvédő, 15 kontinenstornákról és 9 az európai selejtezőkből jutott ki.
| Ország                  | Kvalifikáció joga                      | Kvalifikáció ideje | Eddigi részvételek száma |
| ----------------------- | -------------------------------------- | ------------------ | ------------------------ |
| Katar                   | Házigazda                              | 2011. január 27.   | 4                        |
| Spanyolország           | Címvédő                                | 2013. január 27.   | 17                       |
| Franciaország           | 2014-es Európa-bajnokság, győztes      | 2014. január 26.   | 16                       |
| Dánia                   | 2014-es Európa-bajnokság, döntős       | 2014. január 26.   | 20                       |
| Horvátország            | 2014-es Európa-bajnokság, elődöntős    | 2014. január 22.   | 10                       |
| Tunézia                 | 2014-es Afrika-bajnokság, döntős       | 2014. január 24.   | 11                       |
| Algéria                 | 2014-es Afrika-bajnokság, döntős       | 2014. január 24.   | 13                       |
| Egyiptom                | 2014-es Afrika-bajnokság, elődöntős    | 2014. január 25.   | 12                       |
| Bahrein                 | 2014-es Ázsia-bajnokság, döntős        | 2014. február 1.   | 1                        |
| Irán                    | 2014-es Ázsia-bajnokság, elődöntős     | 2014. február 2.   | 0                        |
| Egyesült Arab Emírségek | 2014-es Ázsia-bajnokság, elődöntős     | 2014. február 3.   | 0                        |
| Ausztrália              | 2014-es Óceánia-bajnokság, győztes     | 2014. április 26.  | 7                        |
| Csehország              | Európai selejtező                      | 2014. június 14.   | 5                        |
| Oroszország             | Európai selejtező                      | 2014. június 14.   | 10                       |
| Ausztria                | Európai selejtező                      | 2014. június 14.   | 4                        |
| Lengyelország           | Európai selejtező                      | 2014. június 14.   | 13                       |
| Svédország              | Európai selejtező                      | 2014. június 15.   | 21                       |
| Fehéroroszország        | Európai selejtező                      | 2014. június 15.   | 2                        |
| Szlovénia               | Európai selejtező                      | 2014. június 15.   | 6                        |
| Bosznia-Hercegovina     | Európai selejtező                      | 2014. június 15.   | 0                        |
| Macedónia               | Európai selejtező                      | 2014. június 15.   | 3                        |
| Argentína               | 2014-es Pánamerika-bajnokság, döntős   | 2014. június 28.   | 9                        |
| Brazília                | 2014-es Pánamerika-bajnokság, döntős   | 2014. június 28.   | 11                       |
| Chile                   | 2014-es Pánamerika-bajnokság, harmadik | 2014. június 29.   | 2                        |
| Németország             | Szabadkártya                           | 2014. július 8.    | 21                       |
| Izland                  | Szabadkártya                           | 2014. november 21. | 16                       |
| Szaúd-Arábia            | Szabadkártya                           | 2014. november 21. | 6                        |

## Lebonyolítás
A világbajnokságra kijutott 24 csapatot négy darab 6 csapatos csoportba osztották. A csoportból az első négy helyezett továbbjutott a nyolcaddöntőbe, ahonnan egyenes kieséses rendszerben folytatódott a torna. A csoportok 5. és 6. helyezettjei további helyosztó mérkőzéseken vehettek részt.

## Sorsolás
A kiemelést 2014. július 11-én tették közzé. A sorsolást 2014. július 20-án, helyi idő szerint 21:30-tól tartották Dohában.
| 1. kalap                                             | 2. kalap                                                     | 3. kalap                                  | 4. kalap                                             | 5. kalap                                | 6. kalap                                             |
| ---------------------------------------------------- | ------------------------------------------------------------ | ----------------------------------------- | ---------------------------------------------------- | --------------------------------------- | ---------------------------------------------------- |
| Spanyolország · Franciaország · Dánia · Horvátország | Bosznia-Hercegovina · Lengyelország · Svédország · Szlovénia | Oroszország · Katar · Macedónia · Algéria | Ausztria · Argentína · Fehéroroszország · Csehország | Tunézia · Egyiptom · Brazília · Bahrein | Irán · Egyesült Arab Emírségek · Chile · Németország |

## Csoportkör
| Jelmagyarázat                                                            |
| ------------------------------------------------------------------------ |
| A csoportok első négy helyezettje bejutott az egyenes kieséses szakaszba |
| A csoportok ötödik helyezettjei a 17–20. helyért játszhattak             |
| A csoportok utolsó helyezettjei a 21–24. helyért játszhattak             |

A győzelemért 2, a döntetlenért 1 pont járt. A sorrend meghatározásakor a több szerzett pont rangsorolt először. A versenyszabályzata alapján, ha két vagy több csapat a csoportmérkőzések után azonos pontszámmal állt, akkor az alábbiak alapján kellett meghatározni a sorrendet:
1. az azonos pontszámmal álló csapatok mérkőzésein szerzett több pont
2. az azonos pontszámmal álló csapatok mérkőzésein elért jobb gólkülönbség
3. az azonos pontszámmal álló csapatok mérkőzésein szerzett több gól
4. az összes mérkőzésen elért jobb gólkülönbség
5. az összes mérkőzésen szerzett több gól
6. sorsolás

Az időpontok helyi idő szerint, zárójelben magyar idő szerint értendők.

### A csoport
| Csapat           | M | Gy | D | V | G+  | G–  | Gk  | P  |
| ---------------- | - | -- | - | - | --- | --- | --- | -- |
| Spanyolország    | 5 | 5  | 0 | 0 | 162 | 127 | +35 | 10 |
| Katar            | 5 | 4  | 0 | 1 | 137 | 122 | +15 | 8  |
| Szlovénia        | 5 | 3  | 0 | 2 | 160 | 145 | +15 | 6  |
| Brazília         | 5 | 2  | 0 | 3 | 146 | 143 | +3  | 4  |
| Fehéroroszország | 5 | 1  | 0 | 4 | 147 | 155 | –8  | 2  |
| Chile            | 5 | 0  | 0 | 5 | 104 | 164 | –60 | 0  |

| 2015. január 15. 20:30 (18:30) | Katar                   | 28–23       | Brazília  | Loszaíl Sportaréna, Loszaíl Nézőszám: 11 500 Játékvezetők: Milošević, Gubica (CRO) |
| 2015. január 15. 20:30 (18:30) | Marković, Hassab Alla 6 | (15–12)     | Chiuffa 6 | Loszaíl Sportaréna, Loszaíl Nézőszám: 11 500 Játékvezetők: Milošević, Gubica (CRO) |
| 2015. január 15. 20:30 (18:30) | 4× 3×                   | Jegyzőkönyv | 5× 3× 1×  | Loszaíl Sportaréna, Loszaíl Nézőszám: 11 500 Játékvezetők: Milošević, Gubica (CRO) |

| 2015. január 16. 17:00 (15:00) | Spanyolország          | 38–33       | Fehéroroszország | Qatar Handball Association Complex, Doha Nézőszám: 1200 Játékvezetők: Novotný, Horáček (CZE) |
| 2015. január 16. 17:00 (15:00) | Aguinagalde, Maqueda 6 | (21–17)     | Tsitou 5         | Qatar Handball Association Complex, Doha Nézőszám: 1200 Játékvezetők: Novotný, Horáček (CZE) |
| 2015. január 16. 17:00 (15:00) | 2× 3×                  | Jegyzőkönyv | 3× 3× 2×         | Qatar Handball Association Complex, Doha Nézőszám: 1200 Játékvezetők: Novotný, Horáček (CZE) |

| 2015. január 16. 17:00 (15:00) | Szlovénia | 36–23       | Chile      | Al-Sadd Sports Hall, Doha Nézőszám: 1500 Játékvezetők: Rashed, El-Sayed (EGY) |
| 2015. január 16. 17:00 (15:00) | Gajić 9   | (16–14)     | Salinas 10 | Al-Sadd Sports Hall, Doha Nézőszám: 1500 Játékvezetők: Rashed, El-Sayed (EGY) |
| 2015. január 16. 17:00 (15:00) | 8× 3×     | Jegyzőkönyv | 6× 1×      | Al-Sadd Sports Hall, Doha Nézőszám: 1500 Játékvezetők: Rashed, El-Sayed (EGY) |

| 2015. január 17. 17:00 (15:00) | Brazília          | 27–29       | Spanyolország | Qatar Handball Association Complex, Doha Nézőszám: 800 Játékvezetők: Nachevski, Nikolov (MKD) |
| 2015. január 17. 17:00 (15:00) | Ribeiro, Toledo 5 | (14–15)     | Cañellas 9    | Qatar Handball Association Complex, Doha Nézőszám: 800 Játékvezetők: Nachevski, Nikolov (MKD) |
| 2015. január 17. 17:00 (15:00) | 5× 4×             | Jegyzőkönyv | 2× 3×         | Qatar Handball Association Complex, Doha Nézőszám: 800 Játékvezetők: Nachevski, Nikolov (MKD) |

| 2015. január 17. 17:00 (15:00) | Fehéroroszország | 29–34       | Szlovénia | Loszaíl Sportaréna, Loszaíl Nézőszám: 4000 Játékvezetők: Krichen, Makhlouf (TUN) |
| 2015. január 17. 17:00 (15:00) | Rutenka 6        | (8–17)      | Gajić 15  | Loszaíl Sportaréna, Loszaíl Nézőszám: 4000 Játékvezetők: Krichen, Makhlouf (TUN) |
| 2015. január 17. 17:00 (15:00) | 5× 3×            | Jegyzőkönyv | 8× 4× 1×  | Loszaíl Sportaréna, Loszaíl Nézőszám: 4000 Játékvezetők: Krichen, Makhlouf (TUN) |

| 2015. január 17. 19:00 (17:00) | Chile   | 20–27       | Katar       | Loszaíl Sportaréna, Loszaíl Nézőszám: 4500 Játékvezetők: Reveret, Pichon (FRA) |
| 2015. január 17. 19:00 (17:00) | Oneto 5 | (9–15)      | Marković 11 | Loszaíl Sportaréna, Loszaíl Nézőszám: 4500 Játékvezetők: Reveret, Pichon (FRA) |
| 2015. január 17. 19:00 (17:00) | 5× 3×   | Jegyzőkönyv | 2× 3×       | Loszaíl Sportaréna, Loszaíl Nézőszám: 4500 Játékvezetők: Reveret, Pichon (FRA) |

| 2015. január 19. 17:00 (15:00) | Spanyolország | 37–16       | Chile            | Qatar Handball Association Complex, Doha Nézőszám: 500 Játékvezetők: Lee, Koo (KOR) |
| 2015. január 19. 17:00 (15:00) | Rivera 7      | (14–7)      | Araya, Frelijj 3 | Qatar Handball Association Complex, Doha Nézőszám: 500 Játékvezetők: Lee, Koo (KOR) |
| 2015. január 19. 17:00 (15:00) | 3× 3×         | Jegyzőkönyv | 1× 4×            | Qatar Handball Association Complex, Doha Nézőszám: 500 Játékvezetők: Lee, Koo (KOR) |

| 2015. január 19. 17:00 (15:00) | Fehéroroszország | 29–34       | Brazília  | Loszaíl Sportaréna, Loszaíl Nézőszám: 3000 Játékvezetők: Rashed, El-Sayed (EGY) |
| 2015. január 19. 17:00 (15:00) | three players 6  | (12–16)     | Ribeiro 9 | Loszaíl Sportaréna, Loszaíl Nézőszám: 3000 Játékvezetők: Rashed, El-Sayed (EGY) |
| 2015. január 19. 17:00 (15:00) | 5× 3×            | Jegyzőkönyv | 5× 4×     | Loszaíl Sportaréna, Loszaíl Nézőszám: 3000 Játékvezetők: Rashed, El-Sayed (EGY) |

| 2015. január 19. 19:00 (17:00) | Szlovénia | 29–31       | Katar     | Loszaíl Sportaréna, Loszaíl Nézőszám: 9500 Játékvezetők: Gjeding, Hansen (DEN) |
| 2015. január 19. 19:00 (17:00) | Dolenec 8 | (15–18)     | Capote 12 | Loszaíl Sportaréna, Loszaíl Nézőszám: 9500 Játékvezetők: Gjeding, Hansen (DEN) |
| 2015. január 19. 19:00 (17:00) | 7× 3×     | Jegyzőkönyv | 5× 4×     | Loszaíl Sportaréna, Loszaíl Nézőszám: 9500 Játékvezetők: Gjeding, Hansen (DEN) |

| 2015. január 21. 17:00 (15:00) | Szlovénia | 35–32       | Brazília  | Qatar Handball Association Complex, Doha Nézőszám: 500 Játékvezetők: Reveret, Pichon (FRA) |
| 2015. január 21. 17:00 (15:00) | Gajić 12  | (19–18)     | Ribeiro 7 | Qatar Handball Association Complex, Doha Nézőszám: 500 Játékvezetők: Reveret, Pichon (FRA) |
| 2015. január 21. 17:00 (15:00) | 5× 2×     | Jegyzőkönyv | 5× 3×     | Qatar Handball Association Complex, Doha Nézőszám: 500 Játékvezetők: Reveret, Pichon (FRA) |

| 2015. január 21. 17:00 (15:00) | Chile     | 23–34       | Fehéroroszország         | Loszaíl Sportaréna, Loszaíl Nézőszám: 800 Játékvezetők: Hizaki, Ikebuchi (JPN) |
| 2015. január 21. 17:00 (15:00) | Salinas 6 | (11–14)     | Pukhouski, Sz. Rutenka 8 | Loszaíl Sportaréna, Loszaíl Nézőszám: 800 Játékvezetők: Hizaki, Ikebuchi (JPN) |
| 2015. január 21. 17:00 (15:00) | 7× 2× 1×  | Jegyzőkönyv | 5× 3×                    | Loszaíl Sportaréna, Loszaíl Nézőszám: 800 Játékvezetők: Hizaki, Ikebuchi (JPN) |

| 2015. január 21. 19:00 (17:00) | Katar       | 25–28       | Spanyolország  | Qatar Handball Association Complex, Doha Nézőszám: 12400 Játékvezetők: Nikolić, Stojković (SRB) |
| 2015. január 21. 19:00 (17:00) | Marković 10 | (10–8)      | Rivera Folch 7 | Qatar Handball Association Complex, Doha Nézőszám: 12400 Játékvezetők: Nikolić, Stojković (SRB) |
| 2015. január 21. 19:00 (17:00) | 1× 2×       | Jegyzőkönyv | 5× 3×          | Qatar Handball Association Complex, Doha Nézőszám: 12400 Játékvezetők: Nikolić, Stojković (SRB) |

| 2015. január 23. 17:00 (15:00) | Brazília        | 30–22       | Chile        | Loszaíl Sportaréna, Loszaíl Nézőszám: 2500 Játékvezetők: Krichen, Makhlouf (TUN) |
| 2015. január 23. 17:00 (15:00) | Pacheco Filho 7 | (12–13)     | öt játékos 3 | Loszaíl Sportaréna, Loszaíl Nézőszám: 2500 Játékvezetők: Krichen, Makhlouf (TUN) |
| 2015. január 23. 17:00 (15:00) | 5× 1×           | Jegyzőkönyv | 7× 4× 1×     | Loszaíl Sportaréna, Loszaíl Nézőszám: 2500 Játékvezetők: Krichen, Makhlouf (TUN) |

| 2015. január 23. 17:00 (15:00) | Spanyolország  | 30–26       | Szlovénia      | Qatar Handball Association Complex, Doha Nézőszám: 1000 Játékvezetők: Geipel, Helbig (GER) |
| 2015. január 23. 17:00 (15:00) | Rivera Folch 6 | (14–10)     | négy játékos 4 | Qatar Handball Association Complex, Doha Nézőszám: 1000 Játékvezetők: Geipel, Helbig (GER) |
| 2015. január 23. 17:00 (15:00) | 2× 3× 1×       | Jegyzőkönyv | 5× 3×          | Qatar Handball Association Complex, Doha Nézőszám: 1000 Játékvezetők: Geipel, Helbig (GER) |

| 2015. január 23. 19:00 (17:00) | Katar      | 26–22       | Fehéroroszország | Loszaíl Sportaréna, Loszaíl Nézőszám: 10 000 Játékvezetők: Novotný, Horáček (CZE) |
| 2015. január 23. 19:00 (17:00) | Marković 9 | (7–12)      | Rutenka 7        | Loszaíl Sportaréna, Loszaíl Nézőszám: 10 000 Játékvezetők: Novotný, Horáček (CZE) |
| 2015. január 23. 19:00 (17:00) | 3× 2×      | Jegyzőkönyv | 6× 4×            | Loszaíl Sportaréna, Loszaíl Nézőszám: 10 000 Játékvezetők: Novotný, Horáček (CZE) |

### B csoport
| Csapat              | M | Gy | D | V | G+  | G–  | Gk  | P  |
| ------------------- | - | -- | - | - | --- | --- | --- | -- |
| Horvátország        | 5 | 5  | 0 | 0 | 158 | 124 | +34 | 10 |
| Macedónia           | 5 | 4  | 0 | 1 | 153 | 138 | +15 | 8  |
| Ausztria            | 5 | 2  | 1 | 2 | 147 | 140 | +7  | 5  |
| Tunézia             | 5 | 2  | 1 | 2 | 132 | 133 | –1  | 5  |
| Bosznia-Hercegovina | 5 | 1  | 0 | 4 | 118 | 128 | –10 | 2  |
| Irán                | 5 | 0  | 0 | 5 | 127 | 172 | –45 | 0  |

| 2015. január 16. 15:00 (13:00) | Bosznia-Hercegovina | 30–25       | Irán        | Loszaíl Sportaréna, Loszaíl Nézőszám: 3000 Játékvezetők: Koo, Lee (KOR) |
| 2015. január 16. 15:00 (13:00) | Čelica 6            | (12–16)     | A. Esteki 7 | Loszaíl Sportaréna, Loszaíl Nézőszám: 3000 Játékvezetők: Koo, Lee (KOR) |
| 2015. január 16. 15:00 (13:00) | 8× 3×               | Jegyzőkönyv | 8× 4×       | Loszaíl Sportaréna, Loszaíl Nézőszám: 3000 Játékvezetők: Koo, Lee (KOR) |

| 2015. január 16. 17:00 (15:00) | Macedónia     | 33–25       | Tunézia | Loszaíl Sportaréna, Loszaíl Nézőszám: 5000 Játékvezetők: Geipel, Helbig (GER) |
| 2015. január 16. 17:00 (15:00) | K. Lazarov 10 | (18–14)     | Tej 6   | Loszaíl Sportaréna, Loszaíl Nézőszám: 5000 Játékvezetők: Geipel, Helbig (GER) |
| 2015. január 16. 17:00 (15:00) | 7× 3×         | Jegyzőkönyv | 6× 3×   | Loszaíl Sportaréna, Loszaíl Nézőszám: 5000 Játékvezetők: Geipel, Helbig (GER) |

| 2015. január 16. 19:00 (17:00) | Horvátország | 32–30       | Ausztria          | Qatar Handball Association Complex, Doha Nézőszám: 750 Játékvezetők: Gatelis, Mažeika (LTU) |
| 2015. január 16. 19:00 (17:00) | Čupić 11     | (16–13)     | Szilágyi, Weber 7 | Qatar Handball Association Complex, Doha Nézőszám: 750 Játékvezetők: Gatelis, Mažeika (LTU) |
| 2015. január 16. 19:00 (17:00) | 6× 3×        | Jegyzőkönyv | 7× 4× 1×          | Qatar Handball Association Complex, Doha Nézőszám: 750 Játékvezetők: Gatelis, Mažeika (LTU) |

| 2015. január 17. 19:00 (17:00) | Tunézia   | 25–28       | Horvátország | Qatar Handball Association Complex, Doha Nézőszám: 4000 Játékvezetők: López, Ramírez (ESP) |
| 2015. január 17. 19:00 (17:00) | Bannour 9 | (13–14)     | Čupić 8      | Qatar Handball Association Complex, Doha Nézőszám: 4000 Játékvezetők: López, Ramírez (ESP) |
| 2015. január 17. 19:00 (17:00) | 6× 3×     | Jegyzőkönyv | 5× 3×        | Qatar Handball Association Complex, Doha Nézőszám: 4000 Játékvezetők: López, Ramírez (ESP) |

| 2015. január 17. 19:00 (17:00) | Irán        | 31–33       | Macedónia    | Al-Sadd Sports Hall, Doha Nézőszám: 1000 Játékvezetők: Al-Suwaidi, Bamutref (QAT) |
| 2015. január 17. 19:00 (17:00) | A. Esteki 9 | (17–19)     | K. Lazarov 9 | Al-Sadd Sports Hall, Doha Nézőszám: 1000 Játékvezetők: Al-Suwaidi, Bamutref (QAT) |
| 2015. január 17. 19:00 (17:00) | 7× 4× 1×    | Jegyzőkönyv | 7× 2×        | Al-Sadd Sports Hall, Doha Nézőszám: 1000 Játékvezetők: Al-Suwaidi, Bamutref (QAT) |

| 2015. január 17. 21:00 (19:00) | Ausztria          | 23–21       | Bosznia-Hercegovina | Al-Sadd Sports Hall, Doha Nézőszám: 1000 Játékvezetők: Menezes, Pinto (BRA) |
| 2015. január 17. 21:00 (19:00) | Szilágyi, Weber 4 | (11–12)     | Malinović 6         | Al-Sadd Sports Hall, Doha Nézőszám: 1000 Játékvezetők: Menezes, Pinto (BRA) |
| 2015. január 17. 21:00 (19:00) | 8× 3×             | Jegyzőkönyv | 6× 4× 1×            | Al-Sadd Sports Hall, Doha Nézőszám: 1000 Játékvezetők: Menezes, Pinto (BRA) |

| 2015. január 19. 19:00 (17:00) | Bosznia-Hercegovina | 22–25       | Macedónia   | Al-Sadd Sports Hall, Doha Nézőszám: 2000 Játékvezetők: Gatelis, Mažeika (LTU) |
| 2015. január 19. 19:00 (17:00) | Burić, Malinović 4  | (11–13)     | Manaszkov 6 | Al-Sadd Sports Hall, Doha Nézőszám: 2000 Játékvezetők: Gatelis, Mažeika (LTU) |
| 2015. január 19. 19:00 (17:00) | 5× 2×               | Jegyzőkönyv | 6× 3× 1×    | Al-Sadd Sports Hall, Doha Nézőszám: 2000 Játékvezetők: Gatelis, Mažeika (LTU) |

| 2015. január 19. 19:00 (17:00) | Horvátország | 41–22       | Irán        | Qatar Handball Association Complex, Doha Nézőszám: 500 Játékvezetők: Geipel, Helbig (GER) |
| 2015. január 19. 19:00 (17:00) | Horvat 12    | (19–13)     | S. Esteki 6 | Qatar Handball Association Complex, Doha Nézőszám: 500 Játékvezetők: Geipel, Helbig (GER) |
| 2015. január 19. 19:00 (17:00) | 3× 2×        | Jegyzőkönyv | 3× 1×       | Qatar Handball Association Complex, Doha Nézőszám: 500 Játékvezetők: Geipel, Helbig (GER) |

| 2015. január 19. 21:00 (19:00) | Ausztria | 25–25       | Tunézia      | Al-Sadd Sports Hall, Doha Nézőszám: 4500 Játékvezetők: Nikolić, Stojković (SRB) |
| 2015. január 19. 21:00 (19:00) | Weber 9  | (14–15)     | Sanaï, Tej 5 | Al-Sadd Sports Hall, Doha Nézőszám: 4500 Játékvezetők: Nikolić, Stojković (SRB) |
| 2015. január 19. 21:00 (19:00) | 4× 3×    | Jegyzőkönyv | 5× 3×        | Al-Sadd Sports Hall, Doha Nézőszám: 4500 Játékvezetők: Nikolić, Stojković (SRB) |

| 2015. január 21. 17:00 (15:00) | Irán        | 26–38       | Ausztria | Al-Sadd Sports Hall, Doha Nézőszám: 500 Játékvezetők: Rashed, El-Sayed (EGY) |
| 2015. január 21. 17:00 (15:00) | S. Esteki 7 | (13–18)     | Santos 8 | Al-Sadd Sports Hall, Doha Nézőszám: 500 Játékvezetők: Rashed, El-Sayed (EGY) |
| 2015. január 21. 17:00 (15:00) | 5× 1×       | Jegyzőkönyv | 5× 3×    | Al-Sadd Sports Hall, Doha Nézőszám: 500 Játékvezetők: Rashed, El-Sayed (EGY) |

| 2015. január 21. 19:00 (17:00) | Bosznia-Hercegovina | 24–27       | Tunézia     | Al-Sadd Sports Hall, Doha Nézőszám: 5500 Játékvezetők: Santos, Fonseca (POR) |
| 2015. január 21. 19:00 (17:00) | Malinović 5         | (14–15)     | Boughanmi 7 | Al-Sadd Sports Hall, Doha Nézőszám: 5500 Játékvezetők: Santos, Fonseca (POR) |
| 2015. január 21. 19:00 (17:00) | 6× 4×               | Jegyzőkönyv | 5× 3×       | Al-Sadd Sports Hall, Doha Nézőszám: 5500 Játékvezetők: Santos, Fonseca (POR) |

| 2015. január 21. 19:00 (17:00) | Macedónia    | 26–29       | Horvátország | Qatar Handball Association Complex, Doha Nézőszám: 2000 Játékvezetők: Novotný, Horáček (CZE) |
| 2015. január 21. 19:00 (17:00) | K. Lazarov 7 | (14–15)     | Čupić 9      | Qatar Handball Association Complex, Doha Nézőszám: 2000 Játékvezetők: Novotný, Horáček (CZE) |
| 2015. január 21. 19:00 (17:00) | 6× 4×        | Jegyzőkönyv | 6× 4×        | Qatar Handball Association Complex, Doha Nézőszám: 2000 Játékvezetők: Novotný, Horáček (CZE) |

| 2015. január 23. 17:00 (15:00) | Tunézia  | 30–23       | Irán       | Al-Sadd Sports Hall, Doha Nézőszám: 4500 Játékvezetők: Kliko, Johansson (SWE) |
| 2015. január 23. 17:00 (15:00) | Touati 7 | (12–12)     | Karamian 4 | Al-Sadd Sports Hall, Doha Nézőszám: 4500 Játékvezetők: Kliko, Johansson (SWE) |
| 2015. január 23. 17:00 (15:00) | 3× 4×    | Jegyzőkönyv | 5× 1×      | Al-Sadd Sports Hall, Doha Nézőszám: 4500 Játékvezetők: Kliko, Johansson (SWE) |

| 2015. január 23. 19:00 (17:00) | Macedónia    | 36–31       | Ausztria | Al-Sadd Sports Hall, Doha Nézőszám: 1000 Játékvezetők: Gjeding, Hansen (DEN) |
| 2015. január 23. 19:00 (17:00) | K. Lazarov 9 | (16–16)     | Weber 8  | Al-Sadd Sports Hall, Doha Nézőszám: 1000 Játékvezetők: Gjeding, Hansen (DEN) |
| 2015. január 23. 19:00 (17:00) | 5× 2×        | Jegyzőkönyv | 7× 2× 1× | Al-Sadd Sports Hall, Doha Nézőszám: 1000 Játékvezetők: Gjeding, Hansen (DEN) |

| 2015. január 23. 19:00 (17:00) | Horvátország | 28–21       | Bosznia-Hercegovina | Qatar Handball Association Complex, Doha Nézőszám: 800 Játékvezetők: Reveret, Pichon (FRA) |
| 2015. január 23. 19:00 (17:00) | Karačić 6    | (17–8)      | Toromanović 7       | Qatar Handball Association Complex, Doha Nézőszám: 800 Játékvezetők: Reveret, Pichon (FRA) |
| 2015. január 23. 19:00 (17:00) | 4× 3×        | Jegyzőkönyv | 6× 2× 1×            | Qatar Handball Association Complex, Doha Nézőszám: 800 Játékvezetők: Reveret, Pichon (FRA) |

### C csoport
| Csapat        | M | Gy | D | V | G+  | G–  | Gk  | P |
| ------------- | - | -- | - | - | --- | --- | --- | - |
| Franciaország | 5 | 4  | 1 | 0 | 143 | 128 | +15 | 9 |
| Svédország    | 5 | 3  | 1 | 1 | 137 | 109 | +28 | 7 |
| Egyiptom      | 5 | 2  | 1 | 2 | 135 | 125 | +10 | 5 |
| Izland        | 5 | 2  | 1 | 2 | 127 | 135 | –8  | 5 |
| Csehország    | 5 | 2  | 0 | 3 | 145 | 138 | +7  | 4 |
| Algéria       | 5 | 0  | 0 | 5 | 109 | 161 | –52 | 0 |

| 2015. január 16. 19:00 (17:00) | Algéria    | 20−34       | Egyiptom | Al-Sadd Sports Hall, Doha Nézőszám: 5500 Játékvezetők: López, Ramírez (ESP) |
| 2015. január 16. 19:00 (17:00) | Kaabeche 6 | (9−17)      | Issa 5   | Al-Sadd Sports Hall, Doha Nézőszám: 5500 Játékvezetők: López, Ramírez (ESP) |
| 2015. január 16. 19:00 (17:00) | 6× 3×      | Jegyzőkönyv | 7× 3×    | Al-Sadd Sports Hall, Doha Nézőszám: 5500 Játékvezetők: López, Ramírez (ESP) |

| 2015. január 16. 21:00 (19:00) | Franciaország       | 30−27       | Csehország | Qatar Handball Association Complex, Doha Nézőszám: 800 Játékvezetők: Gjeding, Hansen (DEN) |
| 2015. január 16. 21:00 (19:00) | Guigou, Karabatić 7 | (16−9)      | Horák 8    | Qatar Handball Association Complex, Doha Nézőszám: 800 Játékvezetők: Gjeding, Hansen (DEN) |
| 2015. január 16. 21:00 (19:00) | 6× 2×               | Jegyzőkönyv | 10× 3× 1×  | Qatar Handball Association Complex, Doha Nézőszám: 800 Játékvezetők: Gjeding, Hansen (DEN) |

| 2015. január 16. 21:00 (19:00) | Svédország | 24−16       | Izland    | Al-Sadd Sports Hall, Doha Nézőszám: 1000 Játékvezetők: Menezes, Pinto (BRA) |
| 2015. január 16. 21:00 (19:00) | Ekberg 7   | (12−7)      | Atlason 5 | Al-Sadd Sports Hall, Doha Nézőszám: 1000 Játékvezetők: Menezes, Pinto (BRA) |
| 2015. január 16. 21:00 (19:00) | 7× 3×      | Jegyzőkönyv | 6× 3×     | Al-Sadd Sports Hall, Doha Nézőszám: 1000 Játékvezetők: Menezes, Pinto (BRA) |

| 2015. január 18. 19:00 (17:00) | Izland       | 32–24       | Algéria   | Al-Sadd Sports Hall, Doha Nézőszám: 2000 Játékvezetők: Milošević, Gubica (CRO) |
| 2015. január 18. 19:00 (17:00) | Sigurðsson 8 | (12–13)     | Berkous 5 | Al-Sadd Sports Hall, Doha Nézőszám: 2000 Játékvezetők: Milošević, Gubica (CRO) |
| 2015. január 18. 19:00 (17:00) | 6× 3× 1×     | Jegyzőkönyv | 3× 4×     | Al-Sadd Sports Hall, Doha Nézőszám: 2000 Játékvezetők: Milošević, Gubica (CRO) |

| 2015. január 18. 21:00 (19:00) | Csehország     | 22–36       | Svédország   | Al-Sadd Sports Hall, Doha Nézőszám: 1000 Játékvezetők: Geipel, Helbig (GER) |
| 2015. január 18. 21:00 (19:00) | Babák, Sobol 5 | (10–19)     | Andersson 10 | Al-Sadd Sports Hall, Doha Nézőszám: 1000 Játékvezetők: Geipel, Helbig (GER) |
| 2015. január 18. 21:00 (19:00) | 6× 3× 1×       | Jegyzőkönyv | 5× 3×        | Al-Sadd Sports Hall, Doha Nézőszám: 1000 Játékvezetők: Geipel, Helbig (GER) |

| 2015. január 18. 21:00 (19:00) | Egyiptom | 24–28       | Franciaország | Qatar Handball Association Complex, Doha Nézőszám: 4500 Játékvezetők: Krstić, Ljubič (SLO) |
| 2015. január 18. 21:00 (19:00) | Amer 5   | (11–14)     | Karabatić 6   | Qatar Handball Association Complex, Doha Nézőszám: 4500 Játékvezetők: Krstić, Ljubič (SLO) |
| 2015. január 18. 21:00 (19:00) | 10× 3×   | Jegyzőkönyv | 7× 3×         | Qatar Handball Association Complex, Doha Nézőszám: 4500 Játékvezetők: Krstić, Ljubič (SLO) |

| 2015. január 20. 19:00 (17:00) | Csehország | 24–27       | Egyiptom   | Al-Sadd Sports Hall, Doha Nézőszám: 6500 Játékvezetők: Al-Suwaidi, Bamutref (QAT) |
| 2015. január 20. 19:00 (17:00) | Hrstka 5   | (10–13)     | El-Ahmar 5 | Al-Sadd Sports Hall, Doha Nézőszám: 6500 Játékvezetők: Al-Suwaidi, Bamutref (QAT) |
| 2015. január 20. 19:00 (17:00) | 4× 3×      | Jegyzőkönyv | 9× 3×      | Al-Sadd Sports Hall, Doha Nézőszám: 6500 Játékvezetők: Al-Suwaidi, Bamutref (QAT) |

| 2015. január 20. 21:00 (19:00) | Franciaország | 26–26       | Izland                     | Qatar Handball Association Complex, Doha Nézőszám: 2500 Játékvezetők: Santos, Fonseca (POR) |
| 2015. január 20. 21:00 (19:00) | Karabatić 6   | (12–14)     | Hallgrímsson, Pálmarsson 5 | Qatar Handball Association Complex, Doha Nézőszám: 2500 Játékvezetők: Santos, Fonseca (POR) |
| 2015. január 20. 21:00 (19:00) | 5× 3× 1×      | Jegyzőkönyv | 7× 4×                      | Qatar Handball Association Complex, Doha Nézőszám: 2500 Játékvezetők: Santos, Fonseca (POR) |

| 2015. január 20. 21:00 (19:00) | Svédország | 27–19       | Algéria | Al-Sadd Sports Hall, Doha Nézőszám: 1000 Játékvezetők: Nachevski, Nikolov (MKD) |
| 2015. január 20. 21:00 (19:00) | Källman 6  | (15–6)      | Daoud 6 | Al-Sadd Sports Hall, Doha Nézőszám: 1000 Játékvezetők: Nachevski, Nikolov (MKD) |
| 2015. január 20. 21:00 (19:00) | 6× 3× 1×   | Jegyzőkönyv | 4× 3×   | Al-Sadd Sports Hall, Doha Nézőszám: 1000 Játékvezetők: Nachevski, Nikolov (MKD) |

| 2015. január 22. 19:00 (17:00) | Svédország | 25–25       | Egyiptom   | Al-Sadd Sports Hall, Doha Nézőszám: 7000 Játékvezetők: Milošević, Gubica (CRO) |
| 2015. január 22. 19:00 (17:00) | Ekberg 10  | (10–10)     | El-Ahmar 9 | Al-Sadd Sports Hall, Doha Nézőszám: 7000 Játékvezetők: Milošević, Gubica (CRO) |
| 2015. január 22. 19:00 (17:00) | 6× 3×      | Jegyzőkönyv | 7× 3× 1×   | Al-Sadd Sports Hall, Doha Nézőszám: 7000 Játékvezetők: Milošević, Gubica (CRO) |

| 2015. január 22. 21:00 (19:00) | Izland       | 25–36       | Csehország | Al-Sadd Sports Hall, Doha Nézőszám: 500 Játékvezetők: Lee, Koo (KOR) |
| 2015. január 22. 21:00 (19:00) | Guðjónsson 5 | (11–21)     | Jícha 11   | Al-Sadd Sports Hall, Doha Nézőszám: 500 Játékvezetők: Lee, Koo (KOR) |
| 2015. január 22. 21:00 (19:00) | 7× 2×        | Jegyzőkönyv | 6× 3×      | Al-Sadd Sports Hall, Doha Nézőszám: 500 Játékvezetők: Lee, Koo (KOR) |

| 2015. január 22. 21:00 (19:00) | Algéria    | 26–32       | Franciaország | Qatar Handball Association Complex, Doha Nézőszám: 2000 Játékvezetők: Nikolić, Stojković (SRB) |
| 2015. január 22. 21:00 (19:00) | Berkous 11 | (12–19)     | Guigou 7      | Qatar Handball Association Complex, Doha Nézőszám: 2000 Játékvezetők: Nikolić, Stojković (SRB) |
| 2015. január 22. 21:00 (19:00) | 9× 3×      | Jegyzőkönyv | 5× 3×         | Qatar Handball Association Complex, Doha Nézőszám: 2000 Játékvezetők: Nikolić, Stojković (SRB) |

| 2015. január 24. 19:00 (17:00) | Egyiptom       | 25–28       | Izland        | Al-Sadd Sports Hall, Doha Nézőszám: 5500 Játékvezetők: Nikolić, Stojković (SRB) |
| 2015. január 24. 19:00 (17:00) | Issa, Radwan 5 | (10–15)     | Sigurðsson 13 | Al-Sadd Sports Hall, Doha Nézőszám: 5500 Játékvezetők: Nikolić, Stojković (SRB) |
| 2015. január 24. 19:00 (17:00) | 4× 3×          | Jegyzőkönyv | 7× 2×         | Al-Sadd Sports Hall, Doha Nézőszám: 5500 Játékvezetők: Nikolić, Stojković (SRB) |

| 2015. január 24. 21:00 (19:00) | Algéria         | 20–36       | Csehország | Qatar Handball Association Complex, Doha Nézőszám: 500 Játékvezetők: Hizaki, Ikebuchi (JPN) |
| 2015. január 24. 21:00 (19:00) | Daoud, Hamoud 5 | (10–21)     | Jícha 7    | Qatar Handball Association Complex, Doha Nézőszám: 500 Játékvezetők: Hizaki, Ikebuchi (JPN) |
| 2015. január 24. 21:00 (19:00) | 1× 3×           | Jegyzőkönyv | 3× 3×      | Qatar Handball Association Complex, Doha Nézőszám: 500 Játékvezetők: Hizaki, Ikebuchi (JPN) |

| 2015. január 24. 21:00 (19:00) | Franciaország | 27–25       | Svédország | Al-Sadd Sports Hall, Doha Nézőszám: 3000 Játékvezetők: López, Ramírez (ESP) |
| 2015. január 24. 21:00 (19:00) | Joli 9        | (11–12)     | Källman 8  | Al-Sadd Sports Hall, Doha Nézőszám: 3000 Játékvezetők: López, Ramírez (ESP) |
| 2015. január 24. 21:00 (19:00) | 2× 4× 1×      | Jegyzőkönyv | 4× 3×      | Al-Sadd Sports Hall, Doha Nézőszám: 3000 Játékvezetők: López, Ramírez (ESP) |

### D csoport
| Csapat        | M | Gy | D | V | G+  | G–  | Gk  | P |
| ------------- | - | -- | - | - | --- | --- | --- | - |
| Németország   | 5 | 4  | 1 | 0 | 150 | 124 | +26 | 9 |
| Dánia         | 5 | 3  | 2 | 0 | 154 | 127 | +27 | 8 |
| Lengyelország | 5 | 3  | 0 | 2 | 135 | 121 | +14 | 6 |
| Argentína     | 5 | 2  | 1 | 2 | 132 | 123 | +9  | 5 |
| Oroszország   | 5 | 1  | 0 | 4 | 133 | 131 | +2  | 2 |
| Szaúd-Arábia  | 5 | 0  | 0 | 5 | 87  | 165 | –78 | 0 |

| 2015. január 16. 15:00 (13:00) | Oroszország           | 27–17       | Szaúd-Arábia           | Loszaíl Sportaréna, Loszaíl Nézőszám: 500 Játékvezetők: Hizaki, Ikebuchi (JPN) |
| 2015. január 16. 15:00 (13:00) | Dereven, Zsitnyikov 4 | (17–9)      | Al-Abbas, Al-Hannabi 4 | Loszaíl Sportaréna, Loszaíl Nézőszám: 500 Játékvezetők: Hizaki, Ikebuchi (JPN) |
| 2015. január 16. 15:00 (13:00) | 6× 2× 1×              | Jegyzőkönyv | 9× 4×                  | Loszaíl Sportaréna, Loszaíl Nézőszám: 500 Játékvezetők: Hizaki, Ikebuchi (JPN) |

| 2015. január 16. 19:00 (17:00) | Lengyelország | 26−29       | Németország | Loszaíl Sportaréna, Loszaíl Nézőszám: 3500 Játékvezetők: Nachevski, Nikolov (MKD) |
| 2015. január 16. 19:00 (17:00) | Lijewski 7    | (13−17)     | Weinhold 9  | Loszaíl Sportaréna, Loszaíl Nézőszám: 3500 Játékvezetők: Nachevski, Nikolov (MKD) |
| 2015. január 16. 19:00 (17:00) | 5× 4×         | Jegyzőkönyv | 6× 3×       | Loszaíl Sportaréna, Loszaíl Nézőszám: 3500 Játékvezetők: Nachevski, Nikolov (MKD) |

| 2015. január 16. 21:00 (19:00) | Dánia    | 24−24       | Argentína | Qatar Handball Association Complex, Doha Nézőszám: 1000 Játékvezetők: Krstić, Ljubič (SLO) |
| 2015. január 16. 21:00 (19:00) | Eggert 5 | (13−8)      | Pizarro 8 | Qatar Handball Association Complex, Doha Nézőszám: 1000 Játékvezetők: Krstić, Ljubič (SLO) |
| 2015. január 16. 21:00 (19:00) | 7× 3×    | Jegyzőkönyv | 7× 3× 1×  | Qatar Handball Association Complex, Doha Nézőszám: 1000 Játékvezetők: Krstić, Ljubič (SLO) |

| 2015. január 18. 19:00 (17:00) | Argentína       | 23–24       | Lengyelország   | Qatar Handball Association Complex, Doha Nézőszám: 3000 Játékvezetők: Novotný, Horáček (CZE) |
| 2015. január 18. 19:00 (17:00) | három játékos 5 | (12–11)     | három játékos 5 | Qatar Handball Association Complex, Doha Nézőszám: 3000 Játékvezetők: Novotný, Horáček (CZE) |
| 2015. január 18. 19:00 (17:00) | 6× 3× 1×        | Jegyzőkönyv | 7× 4×           | Qatar Handball Association Complex, Doha Nézőszám: 3000 Játékvezetők: Novotný, Horáček (CZE) |

| 2015. január 18. 19:00 (17:00) | Németország  | 27–26       | Oroszország | Loszaíl Sportaréna, Loszaíl Nézőszám: 600 Játékvezetők: Kliko, Johansson (SWE) |
| 2015. január 18. 19:00 (17:00) | Gensheimer 9 | (9–13)      | Igropulo 6  | Loszaíl Sportaréna, Loszaíl Nézőszám: 600 Játékvezetők: Kliko, Johansson (SWE) |
| 2015. január 18. 19:00 (17:00) | 7× 3×        | Jegyzőkönyv | 8× 4×       | Loszaíl Sportaréna, Loszaíl Nézőszám: 600 Játékvezetők: Kliko, Johansson (SWE) |

| 2015. január 18. 21:00 (19:00) | Szaúd-Arábia          | 18–38       | Dánia            | Loszaíl Sportaréna, Loszaíl Nézőszám: 600 Játékvezetők: Rashed, El-Sayed (EGY) |
| 2015. január 18. 21:00 (19:00) | Al-Janabi, Al-Salem 4 | (6–20)      | H. Toft Hansen 8 | Loszaíl Sportaréna, Loszaíl Nézőszám: 600 Játékvezetők: Rashed, El-Sayed (EGY) |
| 2015. január 18. 21:00 (19:00) | 4× 2×                 | Jegyzőkönyv | 3× 3×            | Loszaíl Sportaréna, Loszaíl Nézőszám: 600 Játékvezetők: Rashed, El-Sayed (EGY) |

| 2015. január 20. 19:00 (17:00) | Lengyelország | 26–25       | Oroszország | Loszaíl Sportaréna, Loszaíl Nézőszám: 1000 Játékvezetők: Krstić, Ljubič (SLO) |
| 2015. január 20. 19:00 (17:00) | Rojewski 6    | (12–13)     | Siskarjov 7 | Loszaíl Sportaréna, Loszaíl Nézőszám: 1000 Játékvezetők: Krstić, Ljubič (SLO) |
| 2015. január 20. 19:00 (17:00) | 5× 3×         | Jegyzőkönyv | 5× 2×       | Loszaíl Sportaréna, Loszaíl Nézőszám: 1000 Játékvezetők: Krstić, Ljubič (SLO) |

| 2015. január 20. 19:00 (17:00) | Argentína | 32–20       | Szaúd-Arábia | Loszaíl Sportaréna, Loszaíl Nézőszám: 1000 Játékvezetők: Krichen, Makhlouf (TUN) |
| 2015. január 20. 19:00 (17:00) | Pizarro 7 | (13–11)     | Al-Janabi 5  | Loszaíl Sportaréna, Loszaíl Nézőszám: 1000 Játékvezetők: Krichen, Makhlouf (TUN) |
| 2015. január 20. 19:00 (17:00) | 6× 4×     | Jegyzőkönyv | 12× 3× 2×    | Loszaíl Sportaréna, Loszaíl Nézőszám: 1000 Játékvezetők: Krichen, Makhlouf (TUN) |

| 2015. január 20. 21:00 (19:00) | Dánia                  | 30–30       | Németország | Qatar Handball Association Complex, Doha Nézőszám: 2000 Játékvezetők: López, Ramírez (ESP) |
| 2015. január 20. 21:00 (19:00) | Christiansen, Hansen 6 | (16–16)     | Weinhold 8  | Qatar Handball Association Complex, Doha Nézőszám: 2000 Játékvezetők: López, Ramírez (ESP) |
| 2015. január 20. 21:00 (19:00) | 3× 3×                  | Jegyzőkönyv | 5× 4×       | Qatar Handball Association Complex, Doha Nézőszám: 2000 Játékvezetők: López, Ramírez (ESP) |

| 2015. január 22. 19:00 (17:00) | Lengyelország | 32–13       | Szaúd-Arábia | Qatar Handball Association Complex, Doha Nézőszám: 800 Játékvezetők: Kliko, Johansson (SWE) |
| 2015. január 22. 19:00 (17:00) | Syprzak 10    | (17–6)      | Al-Subhi 4   | Qatar Handball Association Complex, Doha Nézőszám: 800 Játékvezetők: Kliko, Johansson (SWE) |
| 2015. január 22. 19:00 (17:00) | 3× 3×         | Jegyzőkönyv | 4× 3× 1×     | Qatar Handball Association Complex, Doha Nézőszám: 800 Játékvezetők: Kliko, Johansson (SWE) |

| 2015. január 22. 19:00 (17:00) | Németország | 28–23       | Argentína   | Loszaíl Sportaréna, Loszaíl Nézőszám: 5500 Játékvezetők: Gatelis, Mažeika (LTU) |
| 2015. január 22. 19:00 (17:00) | Groetzki 7  | (13–14)     | Fernández 6 | Loszaíl Sportaréna, Loszaíl Nézőszám: 5500 Játékvezetők: Gatelis, Mažeika (LTU) |
| 2015. január 22. 19:00 (17:00) | 6× 3×       | Jegyzőkönyv | 6× 4×       | Loszaíl Sportaréna, Loszaíl Nézőszám: 5500 Játékvezetők: Gatelis, Mažeika (LTU) |

| 2015. január 22. 21:00 (19:00) | Oroszország | 28–31       | Dánia     | Loszaíl Sportaréna, Loszaíl Nézőszám: 10 500 Játékvezetők: Nachevski, Nikolov (MKD) |
| 2015. január 22. 21:00 (19:00) | Siskarjov 8 | (8–16)      | Schmidt 9 | Loszaíl Sportaréna, Loszaíl Nézőszám: 10 500 Játékvezetők: Nachevski, Nikolov (MKD) |
| 2015. január 22. 21:00 (19:00) | 1× 3×       | Jegyzőkönyv | 2× 3×     | Loszaíl Sportaréna, Loszaíl Nézőszám: 10 500 Játékvezetők: Nachevski, Nikolov (MKD) |

| 2015. január 24. 19:00 (17:00) | Szaúd-Arábia    | 19–36       | Németország       | Loszaíl Sportaréna, Loszaíl Nézőszám: 3500 Játékvezetők: Santos, Fonseca (POR) |
| 2015. január 24. 19:00 (17:00) | három játékos 3 | (8–18)      | Musche, Sellin 11 | Loszaíl Sportaréna, Loszaíl Nézőszám: 3500 Játékvezetők: Santos, Fonseca (POR) |
| 2015. január 24. 19:00 (17:00) | 6× 3×           | Jegyzőkönyv | 5× 3×             | Loszaíl Sportaréna, Loszaíl Nézőszám: 3500 Játékvezetők: Santos, Fonseca (POR) |

| 2015. január 24. 19:00 (17:00) | Oroszország | 27–30       | Argentína | Qatar Handball Association Complex, Doha Nézőszám: 500 Játékvezetők: Al-Suwaidi, Bamutref (QAT) |
| 2015. január 24. 19:00 (17:00) | Siskarjov 7 | (16–17)     | Pizarro 9 | Qatar Handball Association Complex, Doha Nézőszám: 500 Játékvezetők: Al-Suwaidi, Bamutref (QAT) |
| 2015. január 24. 19:00 (17:00) | 8× 3× 1×    | Jegyzőkönyv | 4× 4× 1×  | Qatar Handball Association Complex, Doha Nézőszám: 500 Játékvezetők: Al-Suwaidi, Bamutref (QAT) |

| 2015. január 24. 21:00 (19:00) | Dánia      | 31–27       | Lengyelország | Loszaíl Sportaréna, Loszaíl Nézőszám: 6000 Játékvezetők: Milošević, Gubica (CRO) |
| 2015. január 24. 21:00 (19:00) | Lindberg 6 | (16–12)     | Rojewski 5    | Loszaíl Sportaréna, Loszaíl Nézőszám: 6000 Játékvezetők: Milošević, Gubica (CRO) |
| 2015. január 24. 21:00 (19:00) | 5× 3×      | Jegyzőkönyv | 3× 4×         | Loszaíl Sportaréna, Loszaíl Nézőszám: 6000 Játékvezetők: Milošević, Gubica (CRO) |

## Egyenes kieséses szakasz

### A 21–24. helyért
| 2015. január 26. 13:00 (11:00) | Chile      | 31–32       | Irán            | Qatar Handball Association Complex, Doha Nézőszám: 100 Játékvezetők: Hizaki, Ikebuchi (JPN) |
| 2015. január 26. 13:00 (11:00) | Salinas 18 | (15–17)     | három játékos 5 | Qatar Handball Association Complex, Doha Nézőszám: 100 Játékvezetők: Hizaki, Ikebuchi (JPN) |
| 2015. január 26. 13:00 (11:00) | 2× 2×      | Jegyzőkönyv | 4× 3× 1×        | Qatar Handball Association Complex, Doha Nézőszám: 100 Játékvezetők: Hizaki, Ikebuchi (JPN) |

| 2015. január 26. 15:00 (13:00) | Algéria  | 25–27       | Szaúd-Arábia | Qatar Handball Association Complex, Doha Nézőszám: 100 Játékvezetők: Kliko, Johansson (SWE) |
| 2015. január 26. 15:00 (13:00) | Hamoud 9 | (14–12)     | Al-Salem 5   | Qatar Handball Association Complex, Doha Nézőszám: 100 Játékvezetők: Kliko, Johansson (SWE) |
| 2015. január 26. 15:00 (13:00) | 6× 2×    | Jegyzőkönyv | 7× 3×        | Qatar Handball Association Complex, Doha Nézőszám: 100 Játékvezetők: Kliko, Johansson (SWE) |

#### A 23. helyért
| 2015. január 27. 13:00 (11:00) | Chile          | 30–28 (h. u.)  | Algéria   | Qatar Handball Association Complex, Doha Nézőszám: 100 Játékvezetők: Santos, Fonseca (POR) |
| 2015. január 27. 13:00 (11:00) | R. Salinas 11  | (10–16, 27–27) | Hamoud 12 | Qatar Handball Association Complex, Doha Nézőszám: 100 Játékvezetők: Santos, Fonseca (POR) |
| 2015. január 27. 13:00 (11:00) | 4× 4×          | Jegyzőkönyv    | 7× 2×     | Qatar Handball Association Complex, Doha Nézőszám: 100 Játékvezetők: Santos, Fonseca (POR) |
| 2015. január 27. 13:00 (11:00) | Büntetőpárbaj: |                |           | Qatar Handball Association Complex, Doha Nézőszám: 100 Játékvezetők: Santos, Fonseca (POR) |
| 2015. január 27. 13:00 (11:00) | 3–1            |                |           | Qatar Handball Association Complex, Doha Nézőszám: 100 Játékvezetők: Santos, Fonseca (POR) |

#### A 21. helyért
| 2015. január 27. 15:00 (13:00) | Irán        | 26–22       | Szaúd-Arábia  | Qatar Handball Association Complex, Doha Nézőszám: 150 Játékvezetők: Menezes, Pinto (BRA) |
| 2015. január 27. 15:00 (13:00) | A. Esteki 6 | (15–10)     | Al-Abdulali 6 | Qatar Handball Association Complex, Doha Nézőszám: 150 Játékvezetők: Menezes, Pinto (BRA) |
| 2015. január 27. 15:00 (13:00) | 5× 2× 1×    | Jegyzőkönyv | 6× 3×         | Qatar Handball Association Complex, Doha Nézőszám: 150 Játékvezetők: Menezes, Pinto (BRA) |

### A 17–20. helyért
| 2015. január 26. 17:00 (15:00) | Fehéroroszország | 37–29       | Bosznia-Hercegovina | Qatar Handball Association Complex, Doha Nézőszám: 300 Játékvezetők: Menezes, Pinto (BRA) |
| 2015. január 26. 17:00 (15:00) | Sz. Rutenka 9    | (20–16)     | Burić 6             | Qatar Handball Association Complex, Doha Nézőszám: 300 Játékvezetők: Menezes, Pinto (BRA) |
| 2015. január 26. 17:00 (15:00) | 6× 3×            | Jegyzőkönyv | 4× 3×               | Qatar Handball Association Complex, Doha Nézőszám: 300 Játékvezetők: Menezes, Pinto (BRA) |

| 2015. január 26. 19:00 (17:00) | Csehország | 32–30       | Oroszország | Qatar Handball Association Complex, Doha Nézőszám: 300 Játékvezetők: Krichen, Makhlouf (TUN) |
| 2015. január 26. 19:00 (17:00) | Zdráhala 8 | (16–15)     | Dereven 8   | Qatar Handball Association Complex, Doha Nézőszám: 300 Játékvezetők: Krichen, Makhlouf (TUN) |
| 2015. január 26. 19:00 (17:00) | 6× 4×      | Jegyzőkönyv | 6× 1×       | Qatar Handball Association Complex, Doha Nézőszám: 300 Játékvezetők: Krichen, Makhlouf (TUN) |

#### A 19. helyért
| 2015. január 27. 17:00 (15:00) | Bosznia-Hercegovina | 28–42       | Oroszország | Qatar Handball Association Complex, Doha Nézőszám: 200 Játékvezetők: Hizaki, Ikebuchi (JPN) |
| 2015. január 27. 17:00 (15:00) | Malinović 6         | (16–20)     | Kovalev 6   | Qatar Handball Association Complex, Doha Nézőszám: 200 Játékvezetők: Hizaki, Ikebuchi (JPN) |
| 2015. január 27. 17:00 (15:00) | 6× 3×               | Jegyzőkönyv | 6× 2×       | Qatar Handball Association Complex, Doha Nézőszám: 200 Játékvezetők: Hizaki, Ikebuchi (JPN) |

#### A 17. helyért
| 2015. január 27. 19:00 (17:00) | Fehéroroszország | 31–32          | Csehország     | Qatar Handball Association Complex, Doha Nézőszám: 300 Játékvezetők: Rased, El-Sayed (EGY) |
| 2015. január 27. 19:00 (17:00) | Sz. Rutenka 12   | (13–14, 28–28) | négy játékos 6 | Qatar Handball Association Complex, Doha Nézőszám: 300 Játékvezetők: Rased, El-Sayed (EGY) |
| 2015. január 27. 19:00 (17:00) | 5× 3×            | Jegyzőkönyv    | 3× 3×          | Qatar Handball Association Complex, Doha Nézőszám: 300 Játékvezetők: Rased, El-Sayed (EGY) |
| 2015. január 27. 19:00 (17:00) | Büntetőpárbaj:   |                |                | Qatar Handball Association Complex, Doha Nézőszám: 300 Játékvezetők: Rased, El-Sayed (EGY) |
| 2015. január 27. 19:00 (17:00) | 3–4              |                |                | Qatar Handball Association Complex, Doha Nézőszám: 300 Játékvezetők: Rased, El-Sayed (EGY) |

### Nyolcaddöntők
|  |                      |               |                      |                   |                   |                   |                      |               |               |               |                      |                      |                      |  |  |       |       |       |
|  | Nyolcaddöntők        | Nyolcaddöntők | Nyolcaddöntők        |                   |                   | Negyeddöntők      | Negyeddöntők         | Negyeddöntők  |               |               | Elődöntők            | Elődöntők            | Elődöntők            |  |  | Döntő | Döntő | Döntő |
|  | Nyolcaddöntők        | Nyolcaddöntők | Nyolcaddöntők        |                   |                   | Negyeddöntők      | Negyeddöntők         | Negyeddöntők  |               |               | Elődöntők            | Elődöntők            | Elődöntők            |  |  | Döntő | Döntő | Döntő |
|  | január 25. – Doha    |               |                      |                   |                   |                   |                      |               |               |               |                      |                      |                      |  |  |       |       |       |
|  |                      |               |                      |                   |                   |                   |                      |               |               |               |                      |                      |                      |  |  |       |       |       |
|  | B1                   | Horvátország  | 26                   |                   |                   |                   |                      |               |               |               |                      |                      |                      |  |  |       |       |       |
|  | B1                   | Horvátország  | 26                   | január 28. – Doha |                   |                   |                      |               |               |               |                      |                      |                      |  |  |       |       |       |
|  | A4                   | Brazília      | 25                   |                   |                   |                   |                      |               |               |               |                      |                      |                      |  |  |       |       |       |
|  | A4                   | Brazília      | 25                   |                   |                   | Horvátország      | Horvátország         | 22            |               |               |                      |                      |                      |  |  |       |       |       |
|  | január 26. – Doha    |               |                      |                   |                   | Horvátország      | Horvátország         | 22            |               |               |                      |                      |                      |  |  |       |       |       |
|  |                      |               | Lengyelország        | Lengyelország     | 24                |                   |                      |               |               |               |                      |                      |                      |  |  |       |       |       |
|  | D3                   | Lengyelország | Lengyelország        | Lengyelország     | 24                | 24                |                      |               |               |               |                      |                      |                      |  |  |       |       |       |
|  | D3                   | Lengyelország |                      |                   |                   | 24                | január 30. – Loszaíl |               |               |               |                      |                      |                      |  |  |       |       |       |
|  | C2                   | Svédország    | 20                   |                   |                   |                   |                      |               |               |               |                      |                      |                      |  |  |       |       |       |
|  | C2                   | Svédország    | 20                   |                   |                   | Lengyelország     | Lengyelország        | 29            |               |               |                      |                      |                      |  |  |       |       |       |
|  | január 25. – Loszaíl |               |                      |                   |                   | Lengyelország     | Lengyelország        | 29            |               |               |                      |                      |                      |  |  |       |       |       |
|  |                      |               | Katar                | Katar             | 31                |                   |                      |               |               |               |                      |                      |                      |  |  |       |       |       |
|  | B3                   | Ausztria      | Katar                | Katar             | 31                | 27                |                      |               |               |               |                      |                      |                      |  |  |       |       |       |
|  | B3                   | Ausztria      | január 28. – Loszaíl |                   |                   | 27                |                      |               |               |               |                      |                      |                      |  |  |       |       |       |
|  | A2                   | Katar         | 29                   |                   |                   |                   |                      |               |               |               |                      |                      |                      |  |  |       |       |       |
|  | A2                   | Katar         | 29                   |                   |                   | Katar             | Katar                | 26            |               |               |                      |                      |                      |  |  |       |       |       |
|  | január 26. – Loszaíl |               |                      |                   |                   | Katar             | Katar                | 26            |               |               |                      |                      |                      |  |  |       |       |       |
|  |                      |               | Németország          | Németország       | 24                |                   |                      |               |               |               |                      |                      |                      |  |  |       |       |       |
|  | D1                   | Németország   | Németország          | Németország       | 24                | 23                |                      |               |               |               |                      |                      |                      |  |  |       |       |       |
|  | D1                   | Németország   |                      |                   |                   | 23                | február 1. – Loszaíl |               |               |               |                      |                      |                      |  |  |       |       |       |
|  | C4                   | Egyiptom      | 16                   |                   |                   |                   |                      |               |               |               |                      |                      |                      |  |  |       |       |       |
|  | C4                   | Egyiptom      | 16                   |                   |                   | Katar             | Katar                | 22            |               |               |                      |                      |                      |  |  |       |       |       |
|  | január 26. – Loszaíl |               |                      |                   |                   | Katar             | Katar                | 22            |               |               |                      |                      |                      |  |  |       |       |       |
|  |                      |               | Franciaország        | Franciaország     | 25                |                   |                      |               |               |               |                      |                      |                      |  |  |       |       |       |
|  | C3                   | Izland        | Franciaország        | Franciaország     | 25                | 25                |                      |               |               |               |                      |                      |                      |  |  |       |       |       |
|  | C3                   | Izland        | január 28. – Loszaíl |                   |                   | 25                |                      |               |               |               |                      |                      |                      |  |  |       |       |       |
|  | D2                   | Dánia         | 30                   |                   |                   |                   |                      |               |               |               |                      |                      |                      |  |  |       |       |       |
|  | D2                   | Dánia         | 30                   |                   |                   | Dánia             | Dánia                | 24            |               |               |                      |                      |                      |  |  |       |       |       |
|  | január 25. – Loszaíl |               |                      |                   |                   | Dánia             | Dánia                | 24            |               |               |                      |                      |                      |  |  |       |       |       |
|  |                      |               | Spanyolország        | Spanyolország     | 25                |                   |                      |               |               |               |                      |                      |                      |  |  |       |       |       |
|  | A1                   | Spanyolország | Spanyolország        | Spanyolország     | 25                | 28                |                      |               |               |               |                      |                      |                      |  |  |       |       |       |
|  | A1                   | Spanyolország |                      |                   |                   | 28                | január 30. – Loszaíl |               |               |               |                      |                      |                      |  |  |       |       |       |
|  | B4                   | Tunézia       | 20                   |                   |                   |                   |                      |               |               |               |                      |                      |                      |  |  |       |       |       |
|  | B4                   | Tunézia       | 20                   |                   |                   | Spanyolország     | Spanyolország        | 22            |               |               |                      |                      |                      |  |  |       |       |       |
|  | január 25. – Doha    |               |                      |                   |                   | Spanyolország     | Spanyolország        | 22            |               |               |                      |                      |                      |  |  |       |       |       |
|  |                      |               | Franciaország        | Franciaország     | 26                |                   |                      | Bronzmérkőzés | Bronzmérkőzés | Bronzmérkőzés |                      |                      |                      |  |  |       |       |       |
|  | A3                   | Szlovénia     | Franciaország        | Franciaország     | 26                | 30                |                      |               |               | Bronzmérkőzés |                      |                      |                      |  |  |       |       |       |
|  | A3                   | Szlovénia     |                      |                   | január 28. – Doha | január 28. – Doha | január 28. – Doha    |               |               |               | február 1. – Loszaíl | február 1. – Loszaíl | február 1. – Loszaíl |  |  |       |       |       |
|  | B2                   | Macedónia     | 28                   |                   | január 28. – Doha | január 28. – Doha | január 28. – Doha    |               |               |               | február 1. – Loszaíl | február 1. – Loszaíl | február 1. – Loszaíl |  |  |       |       |       |
|  | B2                   | Macedónia     | 28                   |                   |                   | Szlovénia         | Szlovénia            | 23            | Lengyelország | Lengyelország | 29                   |                      |                      |  |  |       |       |       |
|  | január 26. – Doha    |               |                      |                   |                   | Szlovénia         | Szlovénia            | 23            | Lengyelország | Lengyelország | 29                   |                      |                      |  |  |       |       |       |
|  |                      |               | Franciaország        | Franciaország     | 32                |                   |                      | Spanyolország | Spanyolország | 28            |                      |                      |                      |  |  |       |       |       |
|  | C1                   | Franciaország | Franciaország        | Franciaország     | 32                | 33                |                      | Spanyolország | Spanyolország | 28            |                      |                      |                      |  |  |       |       |       |
|  | C1                   | Franciaország |                      |                   |                   |                   |                      |               |               |               |                      |                      |                      |  |  |       |       |       |
|  | D4                   | Argentína     | 20                   |                   |                   |                   |                      |               |               |               |                      |                      |                      |  |  |       |       |       |
|  | D4                   | Argentína     | 20                   |                   |                   |                   |                      |               |               |               |                      |                      |                      |  |  |       |       |       |

| 2015. január 25. 18:30 (16:30) | Ausztria | 27–29       | Katar      | Loszaíl Sportaréna, Loszaíl Nézőszám: 12 200 Játékvezetők: Milošević, Gubica (CRO) |
| 2015. január 25. 18:30 (16:30) | Weber 8  | (14–13)     | Marković 8 | Loszaíl Sportaréna, Loszaíl Nézőszám: 12 200 Játékvezetők: Milošević, Gubica (CRO) |
| 2015. január 25. 18:30 (16:30) | 7× 4×    | Jegyzőkönyv | 4× 2×      | Loszaíl Sportaréna, Loszaíl Nézőszám: 12 200 Játékvezetők: Milošević, Gubica (CRO) |

| 2015. január 25. 18:30 (16:30) | Szlovénia | 30–28       | Macedónia                 | Ali Bin Hamad Al Attiya Arena, Doha Nézőszám: 800 Játékvezetők: Gatelis, Mažeika (LTU) |
| 2015. január 25. 18:30 (16:30) | Gajić 9   | (16–15)     | Georgievski, K. Lazarov 7 | Ali Bin Hamad Al Attiya Arena, Doha Nézőszám: 800 Játékvezetők: Gatelis, Mažeika (LTU) |
| 2015. január 25. 18:30 (16:30) | 9× 4×     | Jegyzőkönyv | 4× 3× 1×                  | Ali Bin Hamad Al Attiya Arena, Doha Nézőszám: 800 Játékvezetők: Gatelis, Mažeika (LTU) |

| 2015. január 25. 21:00 (19:00) | Spanyolország | 28–20       | Tunézia     | Loszaíl Sportaréna, Loszaíl Nézőszám: 5500 Játékvezetők: Nachevski, Nikolov (MKD) |
| 2015. január 25. 21:00 (19:00) | Ugalde 6      | (18–9)      | Boughanmi 5 | Loszaíl Sportaréna, Loszaíl Nézőszám: 5500 Játékvezetők: Nachevski, Nikolov (MKD) |
| 2015. január 25. 21:00 (19:00) | 5× 3×         | Jegyzőkönyv | 3× 3×       | Loszaíl Sportaréna, Loszaíl Nézőszám: 5500 Játékvezetők: Nachevski, Nikolov (MKD) |

| 2015. január 25. 21:00 (19:00) | Horvátország | 26–25       | Brazília | Ali Bin Hamad Al Attiya Arena, Doha Nézőszám: 800 Játékvezetők: Al-Suwaidi, Bamutref (QAT) |
| 2015. január 25. 21:00 (19:00) | Kopljar 5    | (13–15)     | Silva 5  | Ali Bin Hamad Al Attiya Arena, Doha Nézőszám: 800 Játékvezetők: Al-Suwaidi, Bamutref (QAT) |
| 2015. január 25. 21:00 (19:00) | 1× 2×        | Jegyzőkönyv | 5× 3×    | Ali Bin Hamad Al Attiya Arena, Doha Nézőszám: 800 Játékvezetők: Al-Suwaidi, Bamutref (QAT) |

| 2015. január 26. 18:30 (16:30) | Németország  | 23–16       | Egyiptom         | Loszaíl Sportaréna, Loszaíl Nézőszám: 12500 Játékvezetők: Novotný, Horáček (CZE) |
| 2015. január 26. 18:30 (16:30) | Gensheimer 6 | (12–8)      | El-Ahmar, Issa 4 | Loszaíl Sportaréna, Loszaíl Nézőszám: 12500 Játékvezetők: Novotný, Horáček (CZE) |
| 2015. január 26. 18:30 (16:30) | 7× 3×        | Jegyzőkönyv | 5× 3× 1×         | Loszaíl Sportaréna, Loszaíl Nézőszám: 12500 Játékvezetők: Novotný, Horáček (CZE) |

| 2015. január 26. 18:30 (16:30) | Lengyelország            | 24–20       | Svédország | Ali Bin Hamad Al Attiya Arena, Doha Nézőszám: 1500 Játékvezetők: Krstić, Ljubič (SLO) |
| 2015. január 26. 18:30 (16:30) | B. Jurecki, M. Jurecki 5 | (10–11)     | Petersen 5 | Ali Bin Hamad Al Attiya Arena, Doha Nézőszám: 1500 Játékvezetők: Krstić, Ljubič (SLO) |
| 2015. január 26. 18:30 (16:30) | 3× 2×                    | Jegyzőkönyv | 6× 3×      | Ali Bin Hamad Al Attiya Arena, Doha Nézőszám: 1500 Játékvezetők: Krstić, Ljubič (SLO) |

| 2015. január 26. 21:00 (19:00) | Izland      | 25–30       | Dánia           | Loszaíl Sportaréna, Loszaíl Nézőszám: 3000 Játékvezetők: Reveret, Pichon (FRA) |
| 2015. január 26. 21:00 (19:00) | Petersson 7 | (10–16)     | Lauge Schmidt 6 | Loszaíl Sportaréna, Loszaíl Nézőszám: 3000 Játékvezetők: Reveret, Pichon (FRA) |
| 2015. január 26. 21:00 (19:00) | 2× 4×       | Jegyzőkönyv | 5× 3×           | Loszaíl Sportaréna, Loszaíl Nézőszám: 3000 Játékvezetők: Reveret, Pichon (FRA) |

| 2015. január 26. 21:00 (19:00) | Franciaország | 33–20       | Argentína | Ali Bin Hamad Al Attiya Arena, Doha Nézőszám: 1500 Játékvezetők: Gjeding, Hansen (DEN) |
| 2015. január 26. 21:00 (19:00) | Porte 6       | (16–6)      | Carou 4   | Ali Bin Hamad Al Attiya Arena, Doha Nézőszám: 1500 Játékvezetők: Gjeding, Hansen (DEN) |
| 2015. január 26. 21:00 (19:00) | 4× 2×         | Jegyzőkönyv | 1× 2×     | Ali Bin Hamad Al Attiya Arena, Doha Nézőszám: 1500 Játékvezetők: Gjeding, Hansen (DEN) |

### Negyeddöntők
| 2015. január 28. 18:30 (16:30) | Horvátország       | 22–24       | Lengyelország | Ali Bin Hamad Al Attiya Arena, Doha Nézőszám: 1500 Játékvezetők: Gjeding, Hansen (DEN) |
| 2015. január 28. 18:30 (16:30) | Duvnjak, Kopljar 5 | (10–12)     | Jurkiewicz 6  | Ali Bin Hamad Al Attiya Arena, Doha Nézőszám: 1500 Játékvezetők: Gjeding, Hansen (DEN) |
| 2015. január 28. 18:30 (16:30) | 3× 3×              | Jegyzőkönyv | 3× 4×         | Ali Bin Hamad Al Attiya Arena, Doha Nézőszám: 1500 Játékvezetők: Gjeding, Hansen (DEN) |

| 2015. január 28. 18:30 (16:30) | Katar    | 26–24       | Németország  | Luszail Sports Arena, Luszail Nézőszám: 15 000 Játékvezetők: Nachevski, Nikolov (MKD) |
| 2015. január 28. 18:30 (16:30) | Capote 8 | (18–14)     | Gensheimer 5 | Luszail Sports Arena, Luszail Nézőszám: 15 000 Játékvezetők: Nachevski, Nikolov (MKD) |
| 2015. január 28. 18:30 (16:30) | 2× 3×    | Jegyzőkönyv | 3× 4×        | Luszail Sports Arena, Luszail Nézőszám: 15 000 Játékvezetők: Nachevski, Nikolov (MKD) |

| 2015. január 28. 21:00 (19:00) | Szlovénia   | 23–32       | Franciaország | Ali Bin Hamad Al Attiya Arena, Doha Nézőszám: 2500 Játékvezetők: Novotný, Horáček (CZE) |
| 2015. január 28. 21:00 (19:00) | L. Žvižej 6 | (10–18)     | Narcisse 6    | Ali Bin Hamad Al Attiya Arena, Doha Nézőszám: 2500 Játékvezetők: Novotný, Horáček (CZE) |
| 2015. január 28. 21:00 (19:00) | 5× 4×       | Jegyzőkönyv | 2× 2×         | Ali Bin Hamad Al Attiya Arena, Doha Nézőszám: 2500 Játékvezetők: Novotný, Horáček (CZE) |

| 2015. január 28. 21:00 (19:00) | Dánia            | 24–25       | Spanyolország   | Luszail Sports Arena, Luszail Nézőszám: 9000 Játékvezetők: Geipel, Helbig (GER) |
| 2015. január 28. 21:00 (19:00) | Eggert, Hansen 6 | (11–11)     | Rivera Folch 10 | Luszail Sports Arena, Luszail Nézőszám: 9000 Játékvezetők: Geipel, Helbig (GER) |
| 2015. január 28. 21:00 (19:00) | 3× 4×            | Jegyzőkönyv | 3× 3×           | Luszail Sports Arena, Luszail Nézőszám: 9000 Játékvezetők: Geipel, Helbig (GER) |

### Az 5–8. helyért
| 2015. január 30. 16:00 (14:00) | Horvátország | 28–23       | Németország              | Ali Bin Hamad Al Attiya Arena, Doha Nézőszám: 800 Játékvezetők: López, Ramírez (ESP) |
| 2015. január 30. 16:00 (14:00) | Štrlek 8     | (13–11)     | Gensheimer, Schöngarth 6 | Ali Bin Hamad Al Attiya Arena, Doha Nézőszám: 800 Játékvezetők: López, Ramírez (ESP) |
| 2015. január 30. 16:00 (14:00) | 2× 3×        | Jegyzőkönyv | 2× 4×                    | Ali Bin Hamad Al Attiya Arena, Doha Nézőszám: 800 Játékvezetők: López, Ramírez (ESP) |

| 2015. január 30. 18:30 (16:30) | Dánia          | 36–33       | Szlovénia | Ali Bin Hamad Al Attiya Arena, Doha Nézőszám: 500 Játékvezetők: Al-Suwaidi, Bamutref (QAT) |
| 2015. január 30. 18:30 (16:30) | Svan Hansen 13 | (19–15)     | Gajić 12  | Ali Bin Hamad Al Attiya Arena, Doha Nézőszám: 500 Játékvezetők: Al-Suwaidi, Bamutref (QAT) |
| 2015. január 30. 18:30 (16:30) | 4× 3×          | Jegyzőkönyv | 5× 2×     | Ali Bin Hamad Al Attiya Arena, Doha Nézőszám: 500 Játékvezetők: Al-Suwaidi, Bamutref (QAT) |

#### A 7. helyért
| 2015. január 31. 16:30 (14:30) | Németország   | 30–27       | Szlovénia | Luszail Sports Arena, Luszail Nézőszám: 1000 Játékvezetők: Novotný, Horáček (CZE) |
| 2015. január 31. 16:30 (14:30) | Gensheimer 13 | (16–14)     | Natek 9   | Luszail Sports Arena, Luszail Nézőszám: 1000 Játékvezetők: Novotný, Horáček (CZE) |
| 2015. január 31. 16:30 (14:30) | 3× 3×         | Jegyzőkönyv | 3× 3× 1×  | Luszail Sports Arena, Luszail Nézőszám: 1000 Játékvezetők: Novotný, Horáček (CZE) |

#### Az 5. helyért
| 2015. január 31. 19:15 (17:15) | Horvátország    | 24–28       | Dánia    | Luszail Sports Arena, Luszail Nézőszám: 3000 Játékvezetők: López, Ramírez (ESP) |
| 2015. január 31. 19:15 (17:15) | három játékos 4 | (11–15)     | Hansen 8 | Luszail Sports Arena, Luszail Nézőszám: 3000 Játékvezetők: López, Ramírez (ESP) |
| 2015. január 31. 19:15 (17:15) | 3× 3×           | Jegyzőkönyv | 3× 3×    | Luszail Sports Arena, Luszail Nézőszám: 3000 Játékvezetők: López, Ramírez (ESP) |

### Elődöntők
| 2015. január 30. 18:30 (16:30) | Lengyelország | 29–31       | Katar             | Luszail Sports Arena, Luszail Nézőszám: 15 000 Játékvezetők: Nikolić, Stojković (SRB) |
| 2015. január 30. 18:30 (16:30) | Jurecki 9     | (13–16)     | Capote, Mallash 6 | Luszail Sports Arena, Luszail Nézőszám: 15 000 Játékvezetők: Nikolić, Stojković (SRB) |
| 2015. január 30. 18:30 (16:30) | 5× 3×         | Jegyzőkönyv | 2× 3×             | Luszail Sports Arena, Luszail Nézőszám: 15 000 Játékvezetők: Nikolić, Stojković (SRB) |

| 2015. január 30. 21:00 (19:00) | Spanyolország      | 22–26       | Franciaország | Luszail Sports Arena, Luszail Nézőszám: 9000 Játékvezetők: Krstić, Ljubič (SLO) |
| 2015. január 30. 21:00 (19:00) | Ugalde, Cañellas 5 | (14–18)     | Guigou 5      | Luszail Sports Arena, Luszail Nézőszám: 9000 Játékvezetők: Krstić, Ljubič (SLO) |
| 2015. január 30. 21:00 (19:00) | 3× 3×              | Jegyzőkönyv | 3× 3×         | Luszail Sports Arena, Luszail Nézőszám: 9000 Játékvezetők: Krstić, Ljubič (SLO) |

#### Bronzmérkőzés
| 2015. február 1. 16:30 (14:30) | Lengyelország | 29–28 (h. u.)  | Spanyolország | Luszail Sports Arena, Luszail Nézőszám: 9400 Játékvezetők: Gjeding, Hansen (DEN) |
| 2015. február 1. 16:30 (14:30) | Szyba 8       | (13–13, 24–24) | Tomás 7       | Luszail Sports Arena, Luszail Nézőszám: 9400 Játékvezetők: Gjeding, Hansen (DEN) |
| 2015. február 1. 16:30 (14:30) | 4× 3×         | Jegyzőkönyv    | 1× 2×         | Luszail Sports Arena, Luszail Nézőszám: 9400 Játékvezetők: Gjeding, Hansen (DEN) |

#### Döntő
| 2015. február 1. 19:15 (17:15) | Katar      | 22–25       | Franciaország | Luszail Sports Arena, Luszail Nézőszám: 15 000 Játékvezetők: Novotný, Horáček (CZE) |
| 2015. február 1. 19:15 (17:15) | Marković 7 | (11–14)     | Karabatić 5   | Luszail Sports Arena, Luszail Nézőszám: 15 000 Játékvezetők: Novotný, Horáček (CZE) |
| 2015. február 1. 19:15 (17:15) | 4× 3×      | Jegyzőkönyv | 2× 4×         | Luszail Sports Arena, Luszail Nézőszám: 15 000 Játékvezetők: Novotný, Horáček (CZE) |

| A 2015-ös férfi kézilabda-világbajnokság győztese |
| ------------------------------------------------- |
| · Franciaország · 5. cím                          |

## Végeredmény
|  | Részvételi jogot szerzett a 2016. évi nyári olimpiai játékokra |
|  | Részvételi jogot szerzett az olimpiai selejtezőtornára         |

| Helyezés  | Csapat              |
| --------- | ------------------- |
| Aranyérem | Franciaország       |
| Ezüstérem | Katar               |
| Bronzérem | Lengyelország       |
| 4.        | Spanyolország       |
| 5.        | Dánia               |
| 6.        | Horvátország        |
| 7.        | Németország         |
| 8.        | Szlovénia           |
| 9.        | Macedónia           |
| 10.       | Svédország          |
| 11.       | Izland              |
| 12.       | Argentína           |
| 13.       | Ausztria            |
| 14.       | Egyiptom            |
| 15.       | Tunézia             |
| 16.       | Brazília            |
| 17.       | Csehország          |
| 18.       | Fehéroroszország    |
| 19.       | Oroszország         |
| 20.       | Bosznia-Hercegovina |
| 21.       | Irán                |
| 22.       | Szaúd-Arábia        |
| 23.       | Chile               |
| 24.       | Algéria             |

### All-Star csapat
Az alábbi hét játékost választották a torna All-Star csapatába:
- Kapus:  Thierry Omeyer (Franciaország)
- Jobbszélső:  Dragan Gajić (Szlovénia)
- Jobbátlövő:  Žarko Marković (Katar)
- Beálló:  Bartosz Jurecki (Lengyelország)
- Irányító:  Nikola Karabatić (Franciaország)
- Balátlövő:  Rafael Capote (Katar)
- Balszélső:  Valero Rivera Folch (Spanyolország)

A legértékesebb játékos a francia Thierry Omeyer lett.